# Sokotra (archipelag)

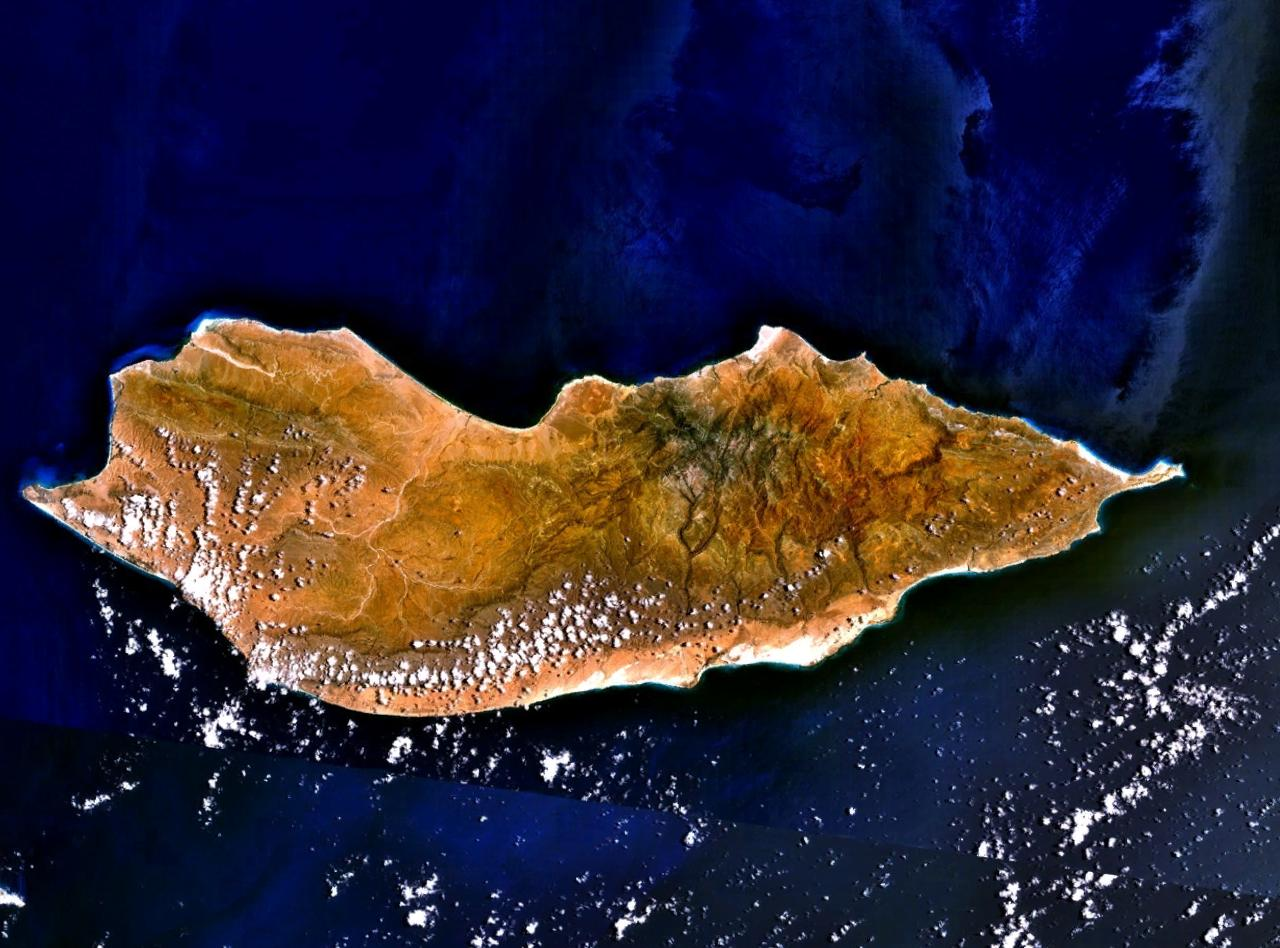
Zdjęcie satelitarne wyspy Sokotra

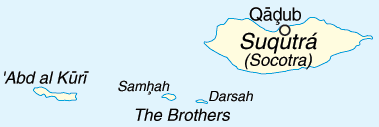
Mapka archipelagu Sokotra

Sokotra (arab. ‏سُقُطْرَى‎ – Suquṭra) – archipelag siedmiu wysp na Oceanie Indyjskim należący do Jemenu. Położony jest w pobliżu Rogu Afryki i około 350 km na południe od Półwyspu Arabskiego. Od 2013 stanowi osobną muhafazę (prowincję). W 2003 roku został wpisany na listę rezerwatów biosfery, a w 2008 roku na listę światowego dziedzictwa UNESCO.

## Geografia
Archipelag składa się z górzystej głównej wyspy Sokotra (3625 km²) i trzech mniejszych wysp, Abd al-Kuri, Samha z kilkuset mieszkańcami i niezamieszkanej Darsa oraz innych, nienadających się do zamieszkania skalistych wysepek. Klimat jest w połowie pustynny, z niewielkimi letnimi opadami, ograniczonymi do pewnych obszarów. Powierzchnia górzysta, częściowo pustynna.
Sokotra ma trzy geograficzne tereny: wąskie przybrzeżne równiny, wapienny płaskowyż z krasowymi jaskiniami i góry Haghier.

## Historia
Pierwsze zapisy pochodzą z greckiego opisu żeglugi po rejonie Morza Czerwonego (Periplus Morza Erytrejskiego) – występuje tam pod nazwą Dioskorydes.
Lokalna tradycja utrzymuje, że mieszkańcy nawróceni zostali na chrześcijaństwo przez Tomasza Apostoła w 52 r. n.e. W X wieku arabski geograf Abu Muhammad al-Hasan al-Hamdani stwierdził, że w jego czasach większość mieszkańców była chrześcijanami. Sokotra jest również wymieniona w „Opisaniu świata” Marco Polo. Marco Polo sam nie przebywał nigdy w pobliżu wyspy, ale odnotował, że „mieszkańcy są ochrzczonymi chrześcijanami i mają „arcybiskupa”, który - jak wyjaśniono dalej - „nie ma nic wspólnego z papieżem w Rzymie, ale podlega arcybiskupowi z Bagdadu.” Byli nestorianami, ale także praktykowali starożytne magiczne rytuały, pomimo ostrzeżeń ich arcybiskupa.
W 1507 flota portugalska dowodzona przez Tristão da Cunhę z Alfonso de Albuquerque wylądowała w ówczesnej stolicy Suq i zdobyła port po ciężkiej bitwie. Ich celem było stworzenie bazy w strategicznym miejscu na trasie do Indii i uwolnienie domniemanych przyjaznych chrześcijan od rządów islamskich. Tomás Fernandes zaczął budować fortecę w Suq, Forte de São Miguel de Socotorá. Jednak nieurodzajność kraju doprowadziła do głodu i chorób w garnizonie. Ponadto brak odpowiedniej przystani na zimowanie doprowadził do utraty wielu zacumowanych statków portugalskich, z których najważniejszym był galeon Santo António pod dowództwem kapitana Manuela Paisa da Veigi. Portugalczycy opuścili wyspę cztery lata później (1511), ponieważ nie nadawała się na bazę.
Wyspy przeszły pod panowaniem sułtanów Mahra w 1511 r. Podczas ich rządów mieszkańcy zostali zislamizowani. Jednak w 1737 r. Kapitan de la Garde-Jazier, dowódca francuskiej ekspedycji marynarki wojennej zmierzającej do Mokki, był zaskoczony, że w czasie pięciotygodniowego postoju na wyspie spotkał plemiona chrześcijańskie mieszkające we wnętrzu Sokotry. W liście do domu napisał, że członkowie plemienia „ze względu na brak misjonarzy, zachowali jedynie słabą znajomość chrześcijaństwa”.
W 1834 r. Kompania Wschodnioindyjska oczekiwała, że Sułtan Maharytów z Qishn i Sokotry, który mieszkał w Qishn na kontynencie, zaakceptuje ofertę sprzedaży wyspy i stacjonowanie garnizonu na Sokotrze. Jednakże w obliczu nieoczekiwanej, stanowczej odmowy sprzedaży, a także braku dobrych punktów kotwiczenia dla stacji węglowej, opuścili oni wyspę w 1835 roku. Po zdobyciu Adenu w 1839 roku Brytyjczycy stracili wszelkie zainteresowanie nabyciem Sokotry, ograniczyli się jedynie do zablokowania możliwości przejęcia wyspy przez inne imperia kolonialne.
W październiku 1967 r., po odejściu Brytyjczyków z Adenu i południowej Arabii, zniesiono Sułtanat Mahra oraz inne państwa byłego Protektoratu Adenu. 30 listopada tego samego roku Sokotra stała się częścią Jemenu Południowego. Od zjednoczenia Jemenu w 1990 r. jest częścią Republiki Jemeńskiej.
Sokotra z powodu geograficznego oddalenia od kontynentalnej części Jemenu, jest w porównaniu z pozostałą częścią kraju w niewielkim stopniu dotknięta toczącą się w tym kraju od 2015 r. wojną domową (stan na 2018).

## Gospodarka
Uprawa palmy daktylowej, hodowla bydła, rybołówstwo.